# Hussein Al-Aameri
Hussein Al-Aameri (* 24. listopadu 1990) je irácký zápasník–judista. Na mezinárodní scéně se objevuje s přestávkami od roku 2010. V roce 2016 dosáhl na asijskou kontinentální kvótu pro účast na olympijských hrách v Riu, kde vypadl v úvodním kole.